# Нова Хмельовка
Нова Хмельо́вка (рос. Новая Хмелёвка) — присілок у складі Голишмановського міського округу Тюменської області, Росія.
Населення — 292 особи (2010, 312 у 2002).
Національний склад станом на 2002 рік:
- росіяни — 87 %